# Théophile Michau
Pour les articles homonymes, voir Michau.
Théophile Léopold Michau, né le 7 mars 1843 à Souvigné (Indre-et-Loire) et mort le 11 mai 1915 à Paris,,, est un homme politique français.

## Biographie
Théophile Michau est un industriel textile du Nord qui dirige à Beauvois de grands établissements de filature et de tissage mécanique de la laine. 
Théophile Michau est député du Nord du 22 septembre 1889 au 31 mai 1898. Lors de sa première élection de 1889, il bat le député sortant le comte de Edmond-Charles de Martimprey. Il siège chez les républicains modérés. Il est spécialiste des questions économiques à la Chambre. Dans sa circulaire de 1893, il se présente comme méfiant de la politique spéculative qui anime les assemblées et se positionne du côté des droits des ouvriers. Selon le biographe Alphonse Bertrand, son style politique se résume en « pas de politique dans la discussion des affaires ».
Il était propriétaire de la villa Greystones à Dinard, réplique des Roches brunes.